# 佐藤夏雄
佐藤 夏雄（さとう なつお、1947年 - ） は、日本の地球物理学者。元国立極地研究所副所長。元南極地域観測隊隊長。

## 人物・経歴
新潟県上越市柿崎区上下浜生まれ。1971年山形大学理学部物理学科卒業。1973年東京大学大学院理学系研究科修士課程地球物理専門課程修了、第15次日本南極地域観測隊越冬隊員。1976年東京大学大学院理学系研究科博士課程地球物理専門課程中途退学、国立極地研究所助手。1980年第22次日本南極地域観測隊越冬隊員。1982年国立極地研究所助教授。1987年第29次日本南極地域観測隊副隊長兼夏隊長。1991年国立極地研究所教授。1992年第34次日本南極地域観測隊隊長兼越冬隊長。1994年総合研究大学院大学教授併任。2005年国立極地研究所 副所長（研究教育担当）。2006年名古屋大学太陽地球環境研究所ジオスペース研究センター運営委員。2008年国立極地研究所副所長（総括・研究教育担当）、日本学術会議特任連携会員。2012年国立極地研究所名誉教授、総合研究大学院大学名誉教授、国立極地研究所特任教授。2018年国立極地研究所特別客員研究員。専門はオーロラ物理学。

## 著書
- 1982年 日本地球電気磁気学会田中館賞[2]
- 1998年 米国宇宙センター（NASA）・グループ研究賞[2]
- 2020年 日本地球惑星科学連合フェロー[7]